# أوليغ نوفيكوف
أوليغ نوفيكوف (بالروسية: Олег Игоревич Новиков)‏ هو لاعب كرة قدم روسي في مركز حراسة المرمى، ولد في 8 يوليو 1992. لعب مع FC Chelyabinsk ‏.